# (33549) 1999 JS13
1999 JS13 (asteroide 33549) é um asteroide da cintura principal. Possui uma excentricidade de 0.03027710 e uma inclinação de 15.74581º.
Este asteroide foi descoberto no dia 10 de maio de 1999 por LINEAR em Socorro.